# 青春の坂道
「青春の坂道」（せいしゅんのさかみち）は、1976年3月10日に発売された岡田奈々の4枚目のシングル。発売元はNAVレコード（現・ポニーキャニオン）。

## 解説
- 作詞はデビュー曲「ひとりごと」から引き続き松本隆、作曲は前作「くちづけ」から引き続き森田公一、編曲はシングル初参加の瀬尾一三による。ジャケット撮影は加納典明による。リリースナンバーはNA-32、定価600円[1]。

- 表題曲「青春の坂道」は、月刊誌『明星』（集英社）で歌詞を一般公募し、入選した中司愛子の歌詞を原案に松本隆が作詞したもの。B面「恋はかくれんぼ」も同様で、村上伊津子の原案による。ジャケット表面に「『明星』募集歌」と明記されている[1]。

- リリース当時、テレビドラマ『俺たちの旅』（ユニオン映画・日本テレビ、1975年 - 1976年）にレギュラー出演していたが、岡田を主人公にした第22話『少女はせつなく恋を知るのです』（1976年3月7日）の劇中歌として使用された。この劇中歌は歌詞のヴァージョンが違い、一方的な恋の相手であるカースケ（中村雅俊）に向けた真弓（岡田）の思いを描くために「きみ」が「あなた」に変わる等、細部に手が施されている。このヴァージョンは音源としては発表されなかった。この第22話の放映の3日後に本作は発売され、ドラマでの人気も得て、本シングルは彼女の代表的なヒット曲となった。なお、同年の松竹映画『青春の構図』でも挿入歌とされ、主演の岡田が歌うシーンがあるが、これもギターの弾き語りで始まるオリジナルヴァージョン。

- なお、岡田が『夜のヒットスタジオ』に初出演したのは第395回、同年5月31日であり[2]、「青春の坂道」発売から2か月半が経過していたが、それだけ本作は息の長いヒットとなっていた。

- 第一回並びに第三回ホリプロスカウトキャラバンの歌唱審査の際に、優勝者の榊原郁恵と能瀬慶子が選曲したことでも知られる。榊原の音源は2001年発売のCD-BOX『郁恵自身～25th Anniversary Edition～』に収録された。

## 収録曲
- 全曲作詞：松本隆／作曲：森田公一

1. 青春の坂道 (3分40秒)
作詞原案：中司愛子／編曲：瀬尾一三
2. 恋はかくれんぼ (2分55秒)
作詞原案：村上伊津子／編曲：竜崎孝路

## 収録アルバム
- 『岡田奈々 スーパーベスト』 （1986年11月5日発売、廃盤） - 「青春の坂道」
- 『岡田奈々』 （1989年8月21日発売、廃盤） - 「青春の坂道」
- 『お元気ですか? 岡田奈々with Love』 （1990年11月21日発売、廃盤） - 「青春の坂道」
- 『MYこれ!クション 岡田奈々 BEST』 （2001年10月17日発売） - 「青春の坂道」
- 『ぼくらのベスト アルバム復刻シリーズ 岡田奈々1 （2004年4月21日発売）

アルバム『セブンティーン! 岡田奈々バースディコンサート』 - 「青春の坂道」
アルバム『握手しようよ』 - 「青春の坂道」「恋はかくれんぼ」
- 『「岡田奈々」SINGLESコンプリート』 （2007年7月18日発売） - 「青春の坂道」「恋はかくれんぼ」
- 『憧憬+シングルコレクション』 （2008年7月16日発売） - 「青春の坂道」
- 『GOLDEN☆BEST 森田公一 ヒット&シングルコレクション』 （2010年1月20日発売） - 「青春の坂道」

## カバー
青春の坂道
- 守谷佳央理（現・守谷香）（1989年、アルバム「キューティーズ・イン・バリエーション」収録）